# 춘천시의 시내버스
춘천시의 시내버스는 강원특별자치도 춘천시를 중심으로 운행하는 대중교통 수단으로, 춘천시 교통과에서 담당하며, 운수 업체로는 춘천시민버스, 뉴코리아고속관광 이 있다. 2019년 11월 15일 노선이 전면 개편되어 48개 노선이 운행 중에 있다.

## 춘천시 차적의 버스 노선

### 시내간선
| 노선  | 운행 구간      | 운행 구간 | 운행 구간        | 주요 경유지 | 배차    | 비고                                            |
| ----- | -------------- | --------- | ---------------- | --- | ------- | ----------------------------------------------- |
| 100   | 후평동         | ↔️        | 후평동           | 우두사거리, 사우사거리, 소양강처녀상, 춘천역, 청와A, 공지사거리, 남춘천역, 춘천박물관, 강원대후문, 강원대병원, 동광오거리                   | 40~60분 |                                                 |
| 100-1 | 후평동         | ↔️        | 후평동           | 100번과 역순으로 운행 | 40~60분 |                                                 |
| 200   | 후평동         | ↔️        | 후평동           | 춘천기계공고, 동부시장, 명동, 중앙시장, 남춘천역, 대룡중학교, 거두부영A, 석사2지구A, 유앤아이A                                              | 20~30분 | 200-S: 후평환승센터 → 춘천기계공고 → 한림대학교 |
| 200-1 | 후평동         | ↔️        | 후평동           | 200번과 역순으로 운행 | 20~30분 |                                                 |
| 300   | 춘천역환승센터 | ↔️        | 남춘천역환승센터 | 인성병원, 한림대학교, 포스코A, 강원대후문, 강원대학교 춘천캠퍼스, 춘천지방법원, 퇴계동행정복지센터, 시외버스터미널, 퇴계현대1차, 케이티엔지 | 30~40분 |                                                 |
| 400   | 샘밭장터       | ↔️        | 남춘천역환승센터 | 한샘고, 장학해온채A, 춘천여고, 거두부영A, 투탑시티, 홈플러스(가족보건원), 한숲시티A, 시외버스터미널                                         | 40~50분 |                                                 |

### 시내지선
| 노선  | 운행 구간        | 운행 구간 | 운행 구간                | 주요 경유지 | 배차간격  | 비고 |
| ----- | ---------------- | --------- | ------------------------ | --- | --------- | --- |
| 1     | 한림성심대학교   | ↔️        | 학곡리(한국산업인력공단) | 장학교차로, 강원대병원, 명동, 중앙시장, 약사A, 남부시장, 석사A, 춘천교대, 장애인복지관                                                                                        | 40분      | |
| 2     | 한림성심대학교   | ↔️        | 현진에버빌1차            | 장학교차로, 공단오거리, 한림대학교, 소양로e편한세상, 중앙시장, 온의동푸르지오, 시외버스터미널, 퇴계현대1,2차, 휴먼시아1,2차, 봄내초교, 석사극동A                              | 20분      | 2-S 춘천여고앞 |
| 3     | 후평동종점       | ↔️        | 현진에버빌1차            | 봉의중학교, 동부시장, 중앙시장, 풍물시장, 시외버스터미널, 퇴계현대1,2차, 홈플러스(가족보건원), 퇴계주공6,7차                                                                  | 15~20분   | 3-S 장학교차로 - 춘천여고앞 |
| 4     | 후평동종점       | ↔️        | 성원초등학교             | 만천초교, 석사대우A, 강원대병원, 팔호광장, 중앙시장, 삼천동사거리, 시외버스터미널, 한숲시티A, 홈플러스(가족보건원), 퇴계주공6,7차, 현진에버빌1차                              | 18~25분   | 4-S 동산A - 한림대학교 |
| 6     | 후평동종점       | ↔️        | 송암동                   | 만천초교, 유앤아이A, 석사2지구A, 강원대후문, 명동, 중앙시장, 삼천동사거리, 강원체고, 송암스포츠타운                                                                           | 일 8회    | |
| 7     | 후평동종점       | ↔️        | 구곡폭포종점             | 후평환승센터, 후평사거리, 명동, 중앙시장, 온의금호1차, 시외버스터미널, 칠전대우A, 의암댐, 삼악산, 강촌역                                                                      | 일 18회   | 7-S 한국은행 - 춘천시청 별관 - 향교 - 한림대학교 - 동보빌리지 - 세경3차 - 강원도시가스 - 정부합동청사 - 기계공고 - 후평동종점 - 장학해온채A - 장학교차로 - 춘천여고앞 |
| 7-1   | 후평동종점       | ↔️        | 구곡폭포종점             | 후평환승센터, 후평사거리, 명동, 중앙시장, 삼천동사거리, 호반요양병원, 칠전대우A, 의암댐, 삼악산, 강촌역 - 일 1회 창촌농공단지 경유                                            | 일 12회   | |
| 7-2   | 후평동종점       | ↔️        | 구곡폭포종점             | 한림대학교, 명동, 중앙시장, 삼천동사거리, 송암스포츠타운, 의암댐, 삼악산, 강촌역                                                                                              | 일 6회    | 2회 칠전동 경유, 1회 강촌노래비 경유 |
| 8(-1) | 후평동종점       | ↔️        | 청와A                    | 후평사거리, 봉의중학교, 명동, 중앙시장, 공지천사거리, 춘천역육교앞, 호반환승센터, 두미르2차A                                                                                  | 일 10회   | * 8번 5회, 8-1번 5회 8-S 포스코더샆A - 후평 현대3차 - 안천주공A - 춘천여고앞 - 강원고앞                                                                               |
| 9     | 후평동종점       | ↔️        | 춘천댐종점               | 후평사거리, 강원대병원, 동부시장, 문화예술회관, 약사A, 중앙시장, 번개시장, 소양고교, 사농현대A, 신동초교, 용산리종점, 한강수력본부, 고탄입구                                  | 40분      | |
| 10    | 한림대성심대학교 | ↔️        | 한림대성심대학교         | 도민일보, 한림대학교, 중앙시장, 약사A, 남부시장, 석사A, 대학교, 거두사거리, 강원지방경찰청, 후평주공 4단지A, 유엔아이A, 춘천여고앞, 장학교차로                                | 15~20분   | 10-S 강원고앞 - 장학헤운체 - 한샘고 |
| 10-1  | 한림대성심대학교 | ↔️        | 한림대성심대학교         | 10번과 역순으로 운행 | 15~20분   | |
| 11    | 후평동종점       | ↔️        | 소양강댐정상             | 후평환승센터, 새마을고개, 남춘천역, 온의금호1차, 중앙시장, 인성병원, 춘천역, 소양2교, 소양초교, 우두택지, 여우고개, 신북읍행정복지센터, 한샘고, 춘천동원학교                  | 20~40분   | * 밤 시간대에는 소양댐주차장에서 회차 |
| 12    | 한림성심대학교   | ↔️        | 소양강댐정상             | 도민일보, 한림대학교, 인성병원, 춘천역, 소양2교, 소양고교, 화목원, 신북읍행정복지센터, 한샘고, 춘천동원학교                                                                   | 40분      | 12-S 장학해온체 - 장학교차로 - 춘천여고앞 * 밤 시간대에는 소양댐주차장에서 회차                                                                                       |
| 13    | 후평동종점       | ↔️        | 윗샘밭종점               | 후평환승센터, 동부시장, 문화예술회관, 약사A, 중앙시장, 인성병원, 번개시장, 소양2교, 농산물도매시장, 뉴시티코아루A, 여우고개, 신북읍행복센터, 한샘고, 춘천동원학교             | 20분      | * 일 1회 해강A, 소망마을 경유 |
| 14    | 후평동종점       | ↔️        | 국군춘천병원             | 두산위브A, 초록지붕6차, 강원대후문, 새마을고개, 남부시장, 중앙시장, 인성병원, 번개시장, 소양2교, 강변코아루A, 소양초교, 강원도재활병원(본관), 여우고개, 올미                  | 일 5회    | |
| 15    | 후평동종점       | ↔️        | 학곡리(한국산업인력공단) | 포스코A, 후평주공4단지, 우석초교, 강원대후문, 동부시장, 명동, 중앙시장, 약사A, KBS춘천, 남춘천역, 홈플러스(가족보건원), 대룡중학교, 투탑시티, 로데오, 석사극동A, 장애인복지관 | 20분      | 15-S 포스코A - 신성교회 - 한림대학교 * 구 15번과 동일한 경로로 운행                                                                                                   |
| 16    | 춘천역           | ↔️        | 송암동(강원체고)         | 인성병원, 중앙시장, 춘천중학교, 온누리공원앞.온의동푸르지오, 남춘천역, 시외버스터미널, 삼천동자이A - 상상마당입구, 중도물레길입구, 춘천 삼악산호수케이블카                    | 20~40     | 전기버스 운행 |
| 17    | 장학해온채A      | ↔️        | 남춘천역                 | 춘천여고, 강원대, 남부지구대, 홈플러스, 시외버스터미널 | 일 12.5회 | * 장학해온채A 출발 12회, 남춘천역 출발 13회 |

### 읍면노선
| 노선                    | 운행 구간             | 운행 구간 | 운행 구간          | 경유지 | 1일 운행 횟수 | 비고                                                                                   |
| ----------------------- | --------------------- | --------- | ------------------ | --- | ------------- | -------------------------------------------------------------------------------------- |
| 남면1 (가정리)          | 중앙시장환승센터      | ↔️        | 가정리종점         | 시외버스터미널, 칠전동사거리, 의암리입구, 삼악산, 강촌역입구, 방곡1리, 남산면행정복지센터, 전력IT단지, 후동리, 발산리, 남면행정복지센터, 가정진료소, 의암류인석유적지                                  | 일 7회        |                                                                                        |
| 남면1 (관천리)          | 중앙시장환승센터      | ↔️        | 관천리종점         | 시외버스터미널, 칠전동사거리, 의암리입구, 삼악산, 강촌역입구, 방곡1리, 남산면행정복지센터, 수동2리, 발산리, 남면행정복지센터, 가정진료소, 박암리(왕터연수원)                                           | 일 3회        |                                                                                        |
| 남면2 (발산리)          | 중앙시장환승센터      | ↔️        | 한덕리마을회관     | 시외버스터미널, 칠전동사거리, 의암리입구, 삼악산, 강촌역입구, 방곡1리, 남산면행정복지센터, 추곡리, 발산리, 남면행정복지센터, 모곡3리                                                                   | 일 3회        |                                                                                        |
| 남면2 (행촌리)          | 중앙시장 버스환승센터 | ↔️        | 한덕리마을회관     | 시외버스터미널, 칠전동사거리, 의암리입구, 삼악산, 강촌역입구, 방곡1리, 남산면행정복지센터, 추곡리, 행촌리, 광판중학교, 산수리, 두미리, 개야리, 한덕리마을회관                                          | 일 2회        |                                                                                        |
| 남면3                   | 방곡리(강촌역)        | →         | 관천리종점         | 모아엘가A, 시외버스터미널 - 칠전동 - 삼악산 -) 강촌역, 남산면행정복지센터, 수동2리 , 후동2리회관, 남면행정복지센터, 가정중학교, 왕터연수원(박암리)                                                     | 일 6회        |                                                                                        |
| 남면3                   | 원동(중앙시장환승센터 | →         | 관천리종점         | 모아엘가A, 시외버스터미널 - 칠전동 - 삼악산 -) 강촌역, 남산면행정복지센터, 수동2리 , 후동2리회관, 남면행정복지센터, 가정중학교, 왕터연수원(박암리)                                                     | 일 6회        |                                                                                        |
| 남산1                   | 중앙시장환승센터      | ↔️        | 산수1리마을회관    | 남춘천역환승센터, 퇴계환승센터, 중앙하이츠1차, 홈플러스, 정족1리입구, 김유정역, 혈동1리, 광판초교, 어유포리                                                                                            | 일 5회        |                                                                                        |
| 남산2 (팔미리)          | 중앙시장환승센터      | ↔️        | 두미리종점         | 시외버스터미널, 칠전동사거리, 삼포유원지, 광판초교, 팔봉산 | 일 3회        |                                                                                        |
| 남산2-1                 | 중앙시장환승센터      | ↔️        | 두미리종점         | 남춘천역환승센터, 퇴계환승센터, 석사극동A, 학곡리종점, 원창리, 새술막, 국립춘천병원, 군자리공원묘역, 광판삼거리, 팔봉산                                                                                | 일 3회        |                                                                                        |
| 남산3                   | 중앙시장환승센터      | ↔️        | 수동1리종점        | 시외버스터미널, 칠전동사거리, 의암리입구, 강촌유원지, 구곡폭포입구, 강촌역, 방곡리종점, 남산면행정복지센터                                                                                             | 일 6회        |                                                                                        |
| 남산4                   | 중앙시장환승센터      | ↔️        | 창촌3리            | 시외버스터미널, 칠전동사거리, 의암리입구, 강촌유원지, 구곡폭포입구, 강촌역, 남산면행정복지센터, 창촌농공단지                                                                                           | 일 7회        | *막차는 창촌농공단지 미경유 및 창촌리에서 수동1리로 들어간 뒤 남산3번의 경로로 회차함. |
| 남산5                   | 중앙시장환승센터      | ↔️        | 백양2리종점        | 시외버스터미널, 칠전동사거리, 의암리입구, 강촌유원지, 구곡폭포입구, 강촌역, 남산면행정복지센터, 강촌노래비, 백양리역, 서천리, 굴봉산역, 백양1리                                                        | 일 5회        |                                                                                        |
| 동내1                   | 중앙시장환승센터      | ↔️        | 석사삼익A          | 강원대후문, 석사2지구A, 온누리교회, 춘천대형약국, 만천3리종점, 거두2리, 거두1리, 거두부영A | 일 8회        | *중간3회는 거두2리까지만 운행.                                                         |
| 동내2                   | 중앙시장환승센터      | ↔️        | 거두농공단지       | 남춘천역환승센터, 퇴계환승센터, 석사삼익A, 춘천교도소, 동내면행정복지센터, 신촌1리, 거두2리 | 일 8회        |                                                                                        |
| 동내3                   | 중앙시장환승센터      | ↔️        | 고은리             | 남춘천역환승센터, 퇴계환승센터, 석사삼익A, 춘천교도소, 동내면행정복지센터, 신촌리, 고은리 | 일 10회       | *갈 때 산수빌아파트, 올 때 동내초등학교 경유.                                          |
| 동내4                   | 중앙시장환승센터      | ↔️        | 사암4리종점        | 석사A, 춘천교대, 석사삼익A, 춘천교도소, 동내면행정복지센터, 사암2리 대룡산종점 | 일 8.5회      |                                                                                        |
| 동면1 (감정리)          | 중앙시장환승센터      | ↔️        | 감정1리마을회관    | 포스코후문, 후평환승센터, 강동농협장학지점, 장학교차로, 노루목저수지, 동면행정복지센터 | 일 3회        | *올때 감정2리 경유                                                                     |
| 동면1-1                 | 중앙시장환승센터      | ↔️        | 상걸리종점         | 포스코후문, 후평환승센터, 강동농협장학지점, 장학교차로, 노루목저수지, 동면행정복지센터, 감정1,2리, 상걸리보건소                                                                                        | 일 4회        |                                                                                        |
| 동면2                   | 중앙시장환승센터      | ↔️        | 월곡리종점         | 포스코후문, 후평환승센터, 강동농협장학지점, 장학해온채A, 하일, 솔밭, 지내리(동면), 동면행정복지센터, 옥광산                                                                                            | 일 8회        |                                                                                        |
| 동산1                   | 중앙시장환승센터      | ↔️        | 조양2리종점        | 남춘천역환승센터, 퇴계환승센터, 석사극동A, 학곡리종점, 원창리, 새술막, 국립춘천병원, 조양4리, 동산면행정복지센터                                                                                       | 일 6회        |                                                                                        |
| 동산2 (봉명리경유)      | 중앙시장환승센터      | ↔️        | 조양2리종점        | 남춘천역환승센터, 퇴계환승센터, 석사극동A, 학곡리종점, 원창리, 새술막, 전인고등학교, 군자1,2,3리, 군자리공원묘지, 조양4리, 동산면행정복지센터                                                          | 일 3회        |                                                                                        |
| 동산3                   | 석사삼익A             | ↔️        | 굴지리(굴지리종점) | 학곡리종점, 원창리, 폴리텍대학, 새술막, 재취골, 군자리공원묘지, 조양4리, 동산면행정복지센터, 조양2리                                                                                                   | 일 1회        |                                                                                        |
| 동산3-1                 | 중앙시장환승센터      | ↔️        | 조양3리종점        | 남춘천역환승센터, 퇴계환승센터, 석사극동A, 학곡리종점, 원창리, 새술막, 국립춘천병원, 동춘천산단, 봉명리, 동산면행정복지센터                                                                            | 일 4회        |                                                                                        |
| 동산4                   | 석사삼익A             | ↔️        | 굴지리종점         | 석사A - 춘천교대 -) 석사삼익A - 학곡리종점 - 원창리 - 폴리텍대학 - 새술막 - 재취골 - 군자리공원묘지 - 조양4리 - 동산면행복센터 - 조양2리                                                               | 일 2회        |                                                                                        |
| 동산4                   | 중앙시장환승센터      | ↔️        | 굴지리종점         | 석사A - 춘천교대 -) 석사삼익A - 학곡리종점 - 원창리 - 폴리텍대학 - 새술막 - 재취골 - 군자리공원묘지 - 조양4리 - 동산면행복센터 - 조양2리                                                               |               |                                                                                        |
| 북산1                   | 중앙시장환승센터      | ↔️        | 오항리종점         | 춘천역환승센터, 호반환승센터, 소양2교, 소양초교, 여우고개, 신북읍행정복지센터, 유포3리, 월드온천, 오동초교, 배후령터널, 간척사거리, 추곡리, 북산면행정복지센터                                         | 일 5회        | *동절기(11~2월) 청평사 미운행 *일 3회 떡갈매기 경유                                    |
| 사북1                   | 중앙시장환승센터      | ↔️        | 오탄리종점         | 춘천역환승센터, 호반환승센터, 소양2교, 소양고교, 사농현대A, 신동초교, 용산리종점, 고탄입구, 춘천댐종점, 오월리, 월평리, 사북면행정복지센터, 지촌리                                                     | 일 5회        | *선행3회 오탄2리 먼저, 후행 2회 오탄3리 먼저                                           |
| 사북2                   | 중앙로입구            | ↔️        | 이상원미술관       | 춘천역, 소양2교, 소양고교, 사농현대A, 신동초교, 용산리종점, 고탄입구, 춘천댐종점, 오월유원지, 지암리                                                                                                   | 일 7회        |                                                                                        |
| 사북3                   | 중앙시장환승센터      | ↔️        | 인람종점/양통종점  | 춘천역환승센터, 호반환승센터, 소양2교, 소양고교, 사농현대A, 신동초교, 용산리종점, 고탄, 인람리, 송암리, 고성리                                                                                         | 일 6회        | *선행3회 인람리 먼저, 후행3회 고성리(양통) 먼저 경유                                   |
| 서면1 (의암교 경유)     | 중앙시장환승센터      | ↔️        | 안보2리종점        | 시외버스터미널, 칠전동사거리, 의암리입구, 삼악산, 강촌검문소, 당림1리 | 일 6회        | *갈때 당림3반 경유                                                                     |
| 서면1 (신매대교 경유)   | 중앙시장환승센터      | ↔️        | 안보2리종점        | 춘천역환승센터, 호반환승센터, 소양고교, 사농현대A, 신매대교, 서면행정복지센터, 애니메이션박물관, 덕두원1리, 의암댐, 삼악산, 강촌검문소, 당림1리                                                        | 일 1회        | *갈때 당림3반 경유                                                                     |
| 서면2 (의암댐 경유)     | 중앙시장환승센터      | ↔️        | 덕두원2리          | 시외버스터미널, 자라우마을, 송암스포츠타운, 의암댐, 덕두원1리, 신촌생태마을 | 일 5회        |                                                                                        |
| 서면2 (신매대교 경유)   | 중앙시장환승센터      | ↔️        | 덕두원2리          | 춘천역환승센터, 호반환승센터, 소양고교, 사농현대A, 신매대교, 서면행정복지센터, 애니메이션박물관, 덕두원1리, 신촌생태마을                                                                               | 일 2회        |                                                                                        |
| 서면3 (신매대교 경유)   | 중앙시장환승센터      | ↔️        | 방동리종점         | 춘천역환승센터, 호반환승센터, 소양고교, 사농현대A, 신매대교, 서면행정복지센터, 애니메이션박물관, 장절공                                                                                                | 일 7.5회      |                                                                                        |
| 서면3 (의암댐 경유)     | 중앙시장환승센터      | ↔️        | 방동리종점         | 시외버스터미널, 자라우마을, 송암스포츠타운, 의암댐, 덕두원1리, 애니메이션박물관, 장절공 | 일 1.5회      |                                                                                        |
| 서면4                   | 중앙시장환승센터      | ↔️        | 서상2리종점        | 춘천역환승센터, 호반환승센터, 소양고교, 사농현대A, 신매대교, 서면행정복지센터, 서상1리, 웃골 | 일 5회        | *일 2회 웃골 경유 *막전차와 막차는 서면행복센터 미경유.                                |
| 서면5                   | 중앙시장환승센터      | ↔️        | 서상1리종점        | 춘천역환승센터, 호반환승센터, 소양고교, 사농현대A, 신매대교, 서면행정복지센터, 금산리수정천, 월송1리                                                                                                   | 일 3회        | *갈때 월송3리 경유.                                                                    |
| 서면6                   | 중앙시장환승센터      | ↔️        | 오월리종점         | 춘천역환승센터, 호반환승센터, 소양2교, 소양고교, 사농현대A, 신매대교, 서면행정복지센터, 서상1리종점, 웃골1리, 춘천댐종점, 오월유원지                                                                   | 일 3회        |                                                                                        |
| 신동면1                 | 중앙시장환승센터      | ↔️        | 설미종점           | 시외버스터미널, 칠전대우A, 의암댐, 의암리본마을 | 일 6회        | *중앙시장 16:00 출발 차량부터는 의암리본마을까지만 운행.                               |
| 신동면1 (김유정역 경유) | 중앙시장환승센터      | ↔️        | 설미종점           | 남춘천역환승센터, 퇴계환승센터, 중앙하이츠1차, 홈플러스, 정족1리입구, 김유정역, 팔미3리, 의암리본마을                                                                                                  | 일 3회        |                                                                                        |
| 신동면2                 | 중앙시장환승센터      | ↔️        | 혈동2리            | 시외버스터미널, 칠전동사거리, 팔미교차로, 환경공원 | 일 7회        |                                                                                        |
| 신동면3                 | 중앙시장환승센터      | ↔️        | 삼포유원지         | 남춘천역환승센터, 퇴계환승센터, 중앙하이츠1차, 홈플러스, 정족1리입구, 지품마을, 김유정역, 증2리 | 일 11회       | *막차 포함 일 4회 새고개(증4리)까지 연장 운행.                                         |
| 신북1                   | 중앙시장환승센터      | ↔️        | 신북읍행정복지센터 | 춘천역환승센터, 호반환승센터, 소양2교, 소양고교, 사농현대A, 신동초교, 지내1~2리, 면허시험장, 유포3리, 한샘고                                                                                           | 일 8회        |                                                                                        |
| 신북2                   | 중앙시장환승센터      | ↔️        | 국유림관리소앞     | 춘천역환승센터, 호반환승센터, 소양2교, 소양초교, 여우고개, 신북읍행정복지센터, 유포3리, 면허시험장, 월드온천, 발산리, 천전1리                                                                          | 일 8회        |                                                                                        |
| 신북3                   | 율문리(샘밭장터)      | →         | 샘밭장터           | 강원테크노파크 → 운전면허시험장 → 막국수체험관 → 발산3리 → 발산2리 → 오동초등학교 → 월드온천 → 산천1리 → 강원테크노파크 → 샘밭장터 (→ 여우고개 → 소양초교 → 번개시장 → 소양로우체국                    | 일 7회        |                                                                                        |
| 신북3                   | 율문리(샘밭장터)      | →         | 중앙시장환승센터   | 강원테크노파크 → 운전면허시험장 → 막국수체험관 → 발산3리 → 발산2리 → 오동초등학교 → 월드온천 → 산천1리 → 강원테크노파크 → 샘밭장터 (→ 여우고개 → 소양초교 → 번개시장 → 소양로우체국                    | 일 7회        |                                                                                        |
| 신북3-1                 | 샘밭장터              | →         | 샘밭장터           | 인성병원 → 소양로1가 → 소양초교 → 여우고개 → ) 샘밭장터 → 강원테크노파크 → 산천1리 → 월드온천 → 오동초등학교 → 발산2리 → 발산3리 → 막국수체험관 → 운전면허시험장 → 강원테크노파크 (→ 율문4리(사랑마을) | 일 7회        | *일 3회 사랑마을 경유 *일 3회 중앙시장출발                                             |
| 신북3-1                 | 중앙시장환승센터      | →         | 샘밭장터           | 인성병원 → 소양로1가 → 소양초교 → 여우고개 → ) 샘밭장터 → 강원테크노파크 → 산천1리 → 월드온천 → 오동초등학교 → 발산2리 → 발산3리 → 막국수체험관 → 운전면허시험장 → 강원테크노파크 (→ 율문4리(사랑마을) | 일 7회        | *일 3회 사랑마을 경유 *일 3회 중앙시장출발                                             |

## 요금 체계
현행 요금 체계는 2018년 10월 26일 기준이다. 하차 후 40분 이내 탑승시 2회 무료환승이 가능하다. 천안, 아산, 영종도 시내버스와 마찬가지로 수도권 전철 경춘선과는 환승이 되지 않으니 외지인들은 이 점에 유의할 필요가 있다.
| 종류 | 나이                    | 카드 (원) | 현금 (원) |
| ---- | ----------------------- | --------- | --------- |
| 일반 | 어른 (만 19세 이상)     | 1250      | 1400      |
| 일반 | 청소년 (만 13세 ~ 18세) | 970       | 1120      |
| 일반 | 어린이 (만 7세 ~ 12세)  | 550       | 700       |

## 사진

(구) 대동운수 11번
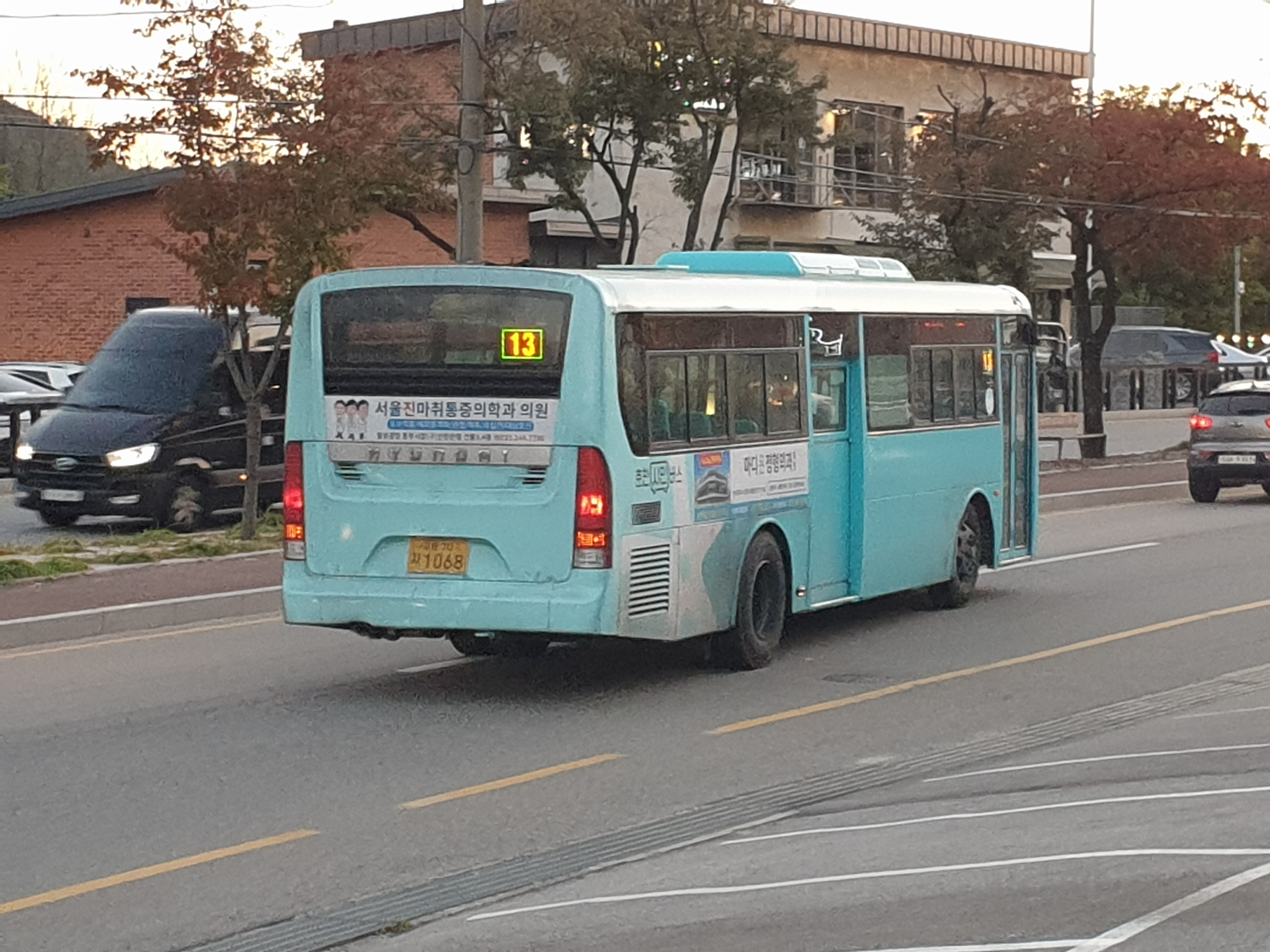
춘천시민버스 13번
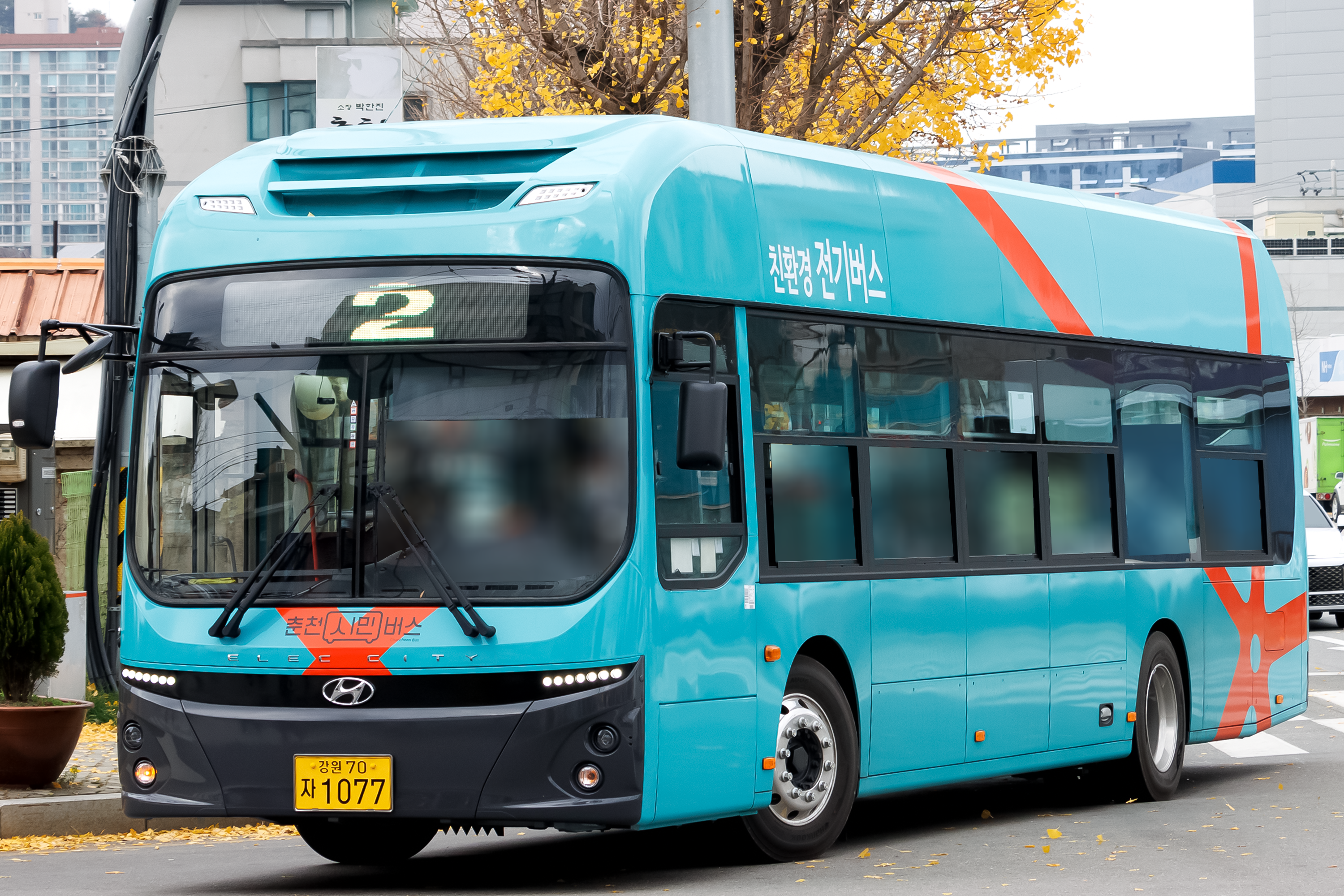
춘천시민버스 2번(시내지선버스)
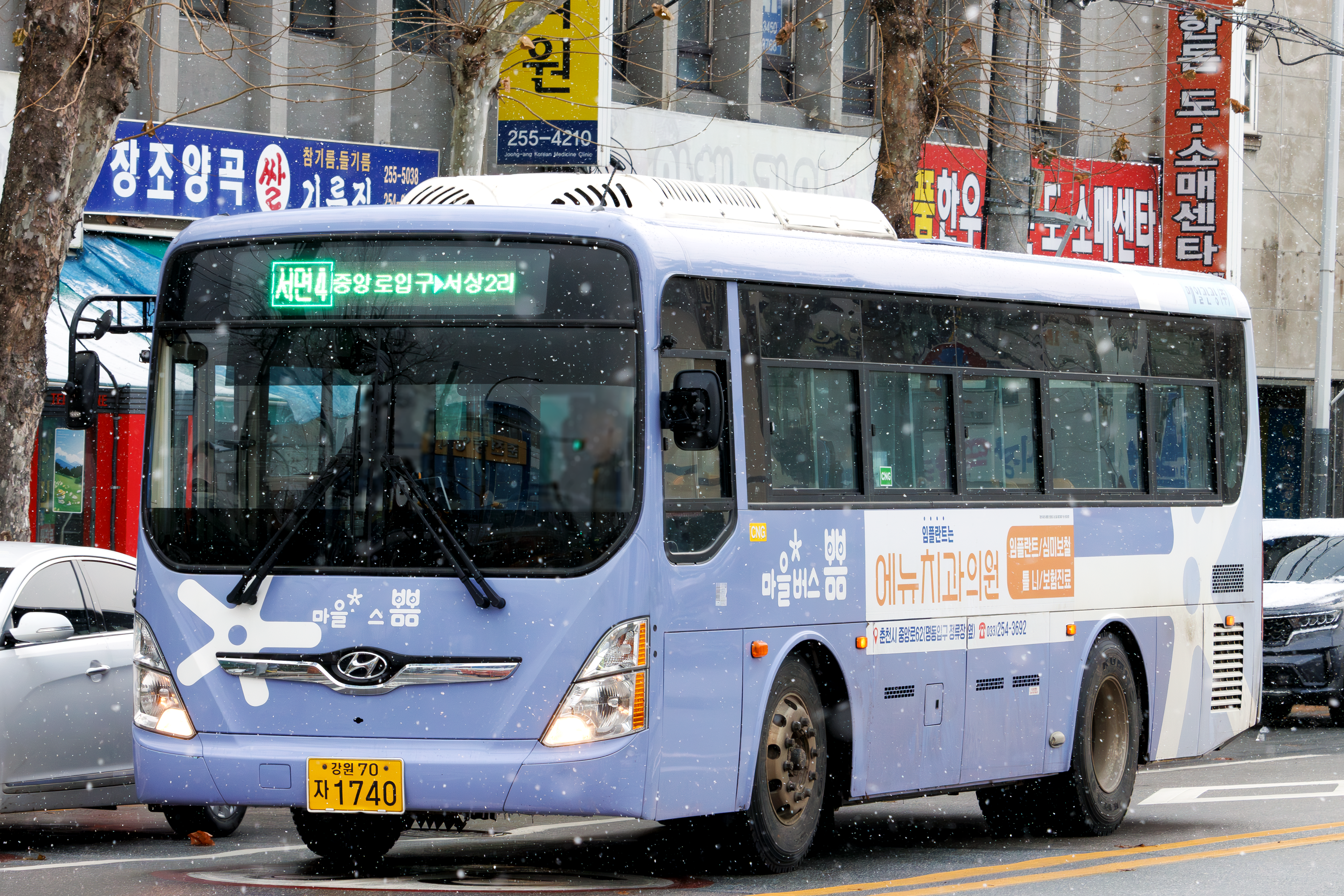
매일관광 서면4번(읍면지선버스)